# Tegostoma kenrickalis
Tegostoma kenrickalis là một loài bướm đêm trong họ Crambidae.